# Narodni rezervat Los Flamencos
Narodni rezervat Los Flamencos je naravni rezervat v občini San Pedro de Atacama, v regiji Antofagasta v severnem Čilu . Rezervat obsega površino 740 kvadratnih kilometrov ali 73.986 hektarov v osrednji andski suhi ekoregiji puna (travniki, gorski travniki in grmovje)  in je sestavljen iz sedmih ločenih odsekov.

## Podnebje
Rezervat ima puščavsko podnebje s temperaturo, ki se dramatično spreminja med dnevom in nočjo. Dež je pogostejši poleti, povprečna višina pa je 3 milimetre. Povprečna temperatura poprečna višja je 24,5 ° C, povprečna nižja pa je 17,1 ° C. 

## Odseki

### Salar de Tara - Salar de Aguas Calientes
To območje je sestavljeno iz dveh slanišč: Tara na 23°05′S 67°15′W / 23.083°S 67.250°W, ki leži 120 kilometrov vzhodno od San Pedra de Atacama in 440 kilometrov severovzhodno od Antofagaste, in Aguas Calientes na 23°07′S 67°25′W / 23.117°S 67.417°W , na nadmorski višini 4860 m.
Salar de Tara je od leta 1996 po Ramsarski konvenciji označen kot močvirje mednarodnega pomena. Ima tako stalna kot sezonska jezera. Največje med njimi je jezero Tara, ki ga napaja reka Zapalerija. 
Rastlinstvo in živalstvo
Za rastlinstvo je značilna prisotnost bofedales, vrsta mokrišč na visoki nadmorski višini, pa tudi rumene slame, šaš (Carex scoparia), dve vrsti cvetoče Parastrefije lepidophylla in trava Festuca gracillima, ki se lahko opazi na ravnem in hribovitem terenu ter na pobočjih vulkanov in hribov Salar de Tara zagotavlja življenjski prostor za različne redke in ogrožene vrste divjih živali. Nekatere, kot so viskači Lagidium viscacia, podobni zajcem, vikunje in Darwinov nandu, so razvrščene kot ogrožene vrste. Druge, kot so andsko gos (Chloephaga melanoptera), čopasto raco Lophonetta specularioides, andski galeb Larus Serranus, raco Anas Puna in tri vrste plamencev (čilski plamenec (Phoenicopterus chilensis), andski plamenec (Phoenicoparrus andinus)  in kratkokljuni plamenec (Phoenicoparrus jamesi) veljajo za ranljive. Ohranitveno stanje rumenorjaveha tuco-tuco (Ctenomys fulvus) in andske lisice (Lycalopex culpaeus) ni znan. Slednji živijo v vseh delih rezervata. 
Na tem območju se pojavljajo pomembne značilnosti erozije vetra.

### Salar de Pujsa
Salar de Pujsa je slanišče na 23°12′S 67°32′W / 23.200°S 67.533°W jugozahodno od Salar de Tara, 83 kilometrov od San Pedro de Atacama in severovzhodno od vulkana Acamarachi. Z največjo nadmorsko višino 4585 metrov Pujsa velja za najbolj izoliran del rezervata. Slanišče dobi vode iz potokov Quepiaco in Alitar in je bila leta 2009 vpisana na seznam Ramsarskih mokrišč.  Na območje priletijo ptice selivke, vključno s tribarvnim liskonožcem (Phalaropus tricolor).
Rastlinstvo in živalstvo
Tu najdemo podobne rastline kot na območjih Tara in Aguas Calientes, za katero so značilni bofedales, rumena slama, šaš (Carex scoparia), dve vrsti cvetoče Parastrefije lepidophylla in trava Festuca gracillima. Podobne so tudi živali.

### Laguni Miscanti in Miñiques
Lavin tok iz izbruha vulkana Miñiques je ločil laguno Miscanti od lagune Miñiques. Ležita 25 kilometrov južno od Socaire, 115 kilometrov jugovzhodno od San Pedra de Atacama in 431 kilometrov vzhodno od Antofagaste. To območje obsega jezero Miscanti na 23°43′S 67°46′W / 23.717°S 67.767°W in laguno Miñiques na 23°46′S 67°47′W / 23.767°S 67.783°W, ob vznožju Cerro Miscanti in vulkana Miñiques. Sta na nadmorski višini med 4100 in 4350 metrov. Ta del je blizu Salar de Talar in lagune Lejía.
Živalstvo
Ta del rezervata je dom številnim pticam, vključno z andskim in čilskim plamencem, rogato lisko, srebrnim ponirkom (Podiceps occipitalis), andskim galebom in ščinkavcem vrste Sicalis olivascens. Med sesalci so vikunje, andska lisica in Darwinova miš (Phyllotis darwini). 

## Salar de Atacama
To območje sestavljata dve podobmočji, Soncor in Quelana. Obe obsegata lagune, ki ležijo nad Salar de Atacama, največjo slano ravnico v Čilu, na nadmorski višini 2305 metrov, z veliko slano skorjo. 

### Odsek Soncor
V območju Soncor so lagune Chaxa, Puilar in Barros Negros. Kljub ekstremnim razmeram Salar de Atacama vzdržuje široko paleto vrst, vključno s čilskim in andskim plamencem (slednji ga uporablja kot pomembno mesto gnezdenja), andska sabljarka (Recurvirostra andina), rumenokljuna raca (Anas flavirostris), raca Lophonetta specularioides, deževnik Charadrius alticola in vrtorepi prodnik (Calidris bairdii). Različne rastlinske vrste trav obraščajo robove lagun, med njimi Distichlis spicata, majhen grm, imenovan pingo pingo (Ephedra breana)  in cachiyuyo (vrsta lobode). Sistema hidrológico de Soncor (hidrološki sistem Soncor), kot je Salar de Tara, je zavarovana lokacija v skladu z Ramsarsarsko konvencijo. Obsega štiri plitva slana jezera.

### Odsek Quelana
Odsek jee 10 kilometrov iz poti do lagune Chaxa in vsebuje veliko solne skorje in slano blato. Teren je raven na povprečni nadmorski višini 2300 metrov. Druge značilnosti so podobne prej navedenim.

### Lunina dolina
Na tem odseku so arheološka najdišča, kot so vas Tulor teri gorsko območje Cordillera de la Sal, ki doseže višine 2624 metrov. Območje je nastalo z zaporednim nalaganjem starega slanega jezera, ki se je na koncu posušilo in ga je premik tektonskih plošč potiskal navzgor. Na tem območju živi oposum vrste Thylamys pallidior.

### Tambillo
Ta odsek je najbližji San Pedru de Atacama, za katerega je značilen tamarugov gozd (Prosopis tamarugo) razširjen na 370 hektarjih, ki je edinstven v tej regiji.
V Tambillu živijo podobne živalske vrste kot v drugih odsekih rezervata, vključno z andskim in  čilskim plamencem, rogato lisko, srebrnim ponirkom, andskim galebom, ščinkavcem Sicalis olivascens, andsko lisico, vrabcem (Zonotrichia capensis), lastovko in sokolom.